# Олефіренко Михайло Володимирович
Миха́йло Володи́мирович Олефі́ренко (нар. 6 червня 1960, м. Миколаїв, УРСР) — колишній радянський та український футболіст, захисник. Майстер спорту (1978). Після закінчення кар'єри перейшов на тренерську діяльність.

## Біографія

### Кар'єра гравця
Михайло Олефіренко народився у Миколаєві. У десятирічному віці почав займатися футболом у ДЮСШ № 3 під керівництвом Станіслава Байди. У 16-річному віці Михайла запросили до київського спортінтернату, відзначивши його відмінні швидкісні та технічні дані. Після закінчення спортінтернату, де його однокласниками були Сергій Краковський, Олег Таран та інші відомі футболісти, Олефіренка було зараховано до складу київського «Динамо».

У 1978 році у складі збірної СРСР Михайло Олефіренко став чемпіоном Європи серед юнаків, а в наступному році був удостоєний срібних нагород на чемпіонаті світу серед юніорів у Японії.

В основному складі киян дебютував у 1980 році у матчі з московським «Динамо». Всього ж у складі київського клубу провів 77 матчів, у яких відзначився 3 рази.

Наступним клубом після «Динамо» для Михайла став донецький «Шахтар», у якому він провів трохи більше двох сезонів.

Після цього Олефіренко продовжив свої виступи у нижчих лігах радянського чемпіонату, захищаючи кольори «Гурії» з Ланчхуті та білоцерківського «Динамо». У складі грузинської команди Михайло став срібним призером першої ліги чемпіонату СРСР.

Потрапивши у хвилю легіонерських переходів на теренах Радянського Союзу, що доживав останні дні, Михайло опинився у чехословацькому «Татрані», де відіграв два сезони, транзитом через німецький «Вайден» вирушивши до Ізраїлю. «Хапоель» з Хадери став останнім закордонним клубом у кар'єрі Олефіренка.

1996 року Михайло повернувся до України, поповнивши лави «Буковини». Однак, незважаючи на достатню кількість досвідчених гравців, клуб з Чернівців не демонстрував переконливої гри і по закінченні сезону розпрощався з певною групою футболістів, до якої потрапив і Олефіренко, що наступний сезон розпочав вже у складі рівненського «Вересу». Цей футбольний рік був останнім у кар'єрі захисника, який вирішив завершити активні виступи саме у клубі з Рівного.

### Тренерська кар'єра
Роботу тренера Михайло Олефіренко розпочав із посади у тренерському штабі донецького «Металурга», яку він обіймав у 1998-1999 роках. Далі були три роки роботи в Борисполі помічником головного тренера місцевого «Борисфена».

У 2002 Михайло Володимирович очолив костанайський «Тобол», однак на цій посаді протримався достатньо недовго, повернувшись на Батьківщину, де працював помічником головного тренера ФК «Черкаси». 

У 2004 році молодий спеціаліст очолив херсонський «Кристал», проте пробув керманичем цієї команди лише 8 матчів.

## Досягнення
Командні трофеї
- Був у складі «Динамо» у трьох чемпіонських сезонах (1980,1985,1986). Однак провів замало матчів для отримання звання чемпіона.
- Срібний призер Чемпіонату СРСР (1982)
- Срібний призер першої ліги Чемпіонату СРСР (1989)
- Володар Кубку СРСР (1982)
- Чемпіон Європи (U-18): 1978
- Віце-чемпіон світу серед юніорів (1979)

Особисті відзнаки
- Майстер спорту (1978)
- У список 33-х найкращих футболістів СРСР потрапляв 1 раз: № 2: 1982